# Acda en De Munnik
Acda en De Munnik ist ein niederländisches Kabarett- und Musikduo, bestehend aus Thomas Acda und Paul de Munnik. In den Texten geht es oft um Liebe, Freundschaft, Tod und Leben. Eine betont harmonische Spielweise gilt als das Markenzeichen des Duos.
Acda en De Munnik brachten bislang neun Studioalben heraus, wobei die ersten beiden als ihre Erfolgreichsten gelten. Die Single Niet of nooit geweest wurde 1998 zu ihrem Durchbruch. Andere populäre Lieder sind Het regent zonnestralen, De kapitein deel II, Lopen tot de zon komt, Ren Lenny ren und Als het vuur gedoofd is. Zusammen mit der Band „Van Dik Hout“ bildeten sie die Formation „De Poema’s“. Im Jahr 2015 lösten sich Acda en De Munnik als Duo auf, bevor sie zu Anfang 2023 wieder zusammenfanden.

## Geschichte

### Kleinkunstakademie: 1989–1994
Thomas Acda (* 6. März 1967) und Paul de Munnik (* 30. September 1970) trafen sich 1989 an der Kleinkunstakademie in Amsterdam. Im Keller des vormaligen Schulgebäudes an der Keizersgracht machten sie das erste Mal zusammen Musik. Zwei Jahre später brachten sie ein gemeinsames Theaterstück (Waarom zweeg Sam?) auf die Bühne. Mit ihrer 1993 veröffentlichten Abschlussarbeit Spectacle Coupé gewannen sie den Pisuisse-Prijs, ein zwischen 1976 und 1999 vergebener Förderpreis für vielversprechende Talente.
Acda war währenddessen auch Mitglied der Band Herman & Ik, mit der er Pop- und Rockmusik spielte. Er verließ die Band 1994 und begann ausschließlich mit De Munnik Musik und Theater zu machen. Einige der Stücke, die Acda bereits mit Herman & Ik spielte, erschienen später auch auf Alben von Acda en de Munnik.

#### Erstes Album
1995 brachten sie gemeinsam ein Theaterprogramm, Zwerf’on, auf die Bühne. David Middelhoff, ebenfalls ein Mitglied der Band Herman & Ik, unterstützte das Duo musikalisch an der Gitarre. Die Aufführungen liefen gut und 1997 brachten sie dann eine erste CD mit dem Titel Acda und De Munnik heraus, die zum Teil Lieder aus dem Theaterprogramm enthielt. Das Album kam in die Charts, jedoch waren die Singleauskopplungen kaum erfolgreich; später jedoch wurden einige der Lieder zu Klassikern: Als het vuur gedoofd is, Lopen tot de zon komt und Mooi liedje waren oft (hoch) in den Top 2000, und auch die niederländische Aufnahme eines der bekanntesten Lieder von Jaques Brel Amsterdam wurde ein Publikumserfolg.
Ihr nächstes Theaterstück Life is what happens to you while you’re busy making other plans – John Lennon wurde ebenfalls von einem Musikalbum begleitet (Naar huis),
Eine hieraus entnommene Single, Niet of nooit geweest, wurde der erste große Hit der Band. Es war der niederländische Sommerhit des Jahres 1998 und erreichte den zweiten Platz der Nederlandse Top 40 wie auch der Mega Top 100. Das Album wurde so ebenfalls erfolgreich und erklomm den ersten Platz der Albumcharts. Im Gefolge gelangte auch die erste CD auf die Spitzenposition der Album Top 100. Die nächste Singleauskopplung Laat me slapen erreichte auch noch die Top 40; was der dritten Auskopplung Het regent zonnestralen bereits nicht mehr gelang. Gleichwohl wurde in den Folgejahren, u. a. auf Spotify, dieses Lied die populärste Nummer der Band.
Nach diesem Erfolg begann die Band mit Auftritten, bei denen die Musik und nicht das Kabarett im Vordergrund stand. 1999 veröffentlichten die Künstler zusammen mit Van Dik Hout als „De Poema’s“ eine Single mit dem Titel Mijn houten hart, die ein großer Erfolg wurde. Später im selben Jahr veröffentlichten Acda en De Munnik zwei Live-Alben: Op voorraad und Live in de Orangerie. Das zweite Album enthält die Single Schoolplein.'.
Danach kehrte das Duo mit dem Programm It's only cabaret but I like it zum Theater zurück, worauf aber wieder ein Album (Being Here) folgte. Aus diesem Album stammt ihr Hit De kapitein deel II. Auch die Single Verkeerd verbonden wurde daraus veröffentlicht.
Im Jahr 2001 folgte die CD Live with the Metropole Orchestra, die in Zusammenarbeit mit dem Metropole Orkest veröffentlicht wurde. Sie arbeiteten auch wieder als „De Poema’s“ zusammen, und ihre Single She makes the difference wurde ein Nummer-1-Hit. Ein Jahr später wurde eine Zusammenstellung der drei früheren Theaterprogramme unter dem Namen Trilogie veröffentlicht.
Für darauf das folgende Album Groeten uit Maaiveld von 2002 wurde eine andere Herangehensweise gewählt. So erfolgte die Veröffentlichung ohne ein vorhergehendes, bzw. paralleles Theaterstück. Die Singleauskopplungen Ren Lenny ren und Groeten uit Maaiveld hiervon waren einigermaßen erfolgreich, ebenso erreichte die Single Mis ik mij die Top 40. Die Band ging im selben Jahr damit auf Tournee.
Danach arbeiteten Acda en De Munnik wieder mit den De Poema’s. Zusammen nahmen sie das Album Best of de Poema’s mit allen früheren Liedern auf, dazu auch darauf enthaltene neue Songs, wovon zwei Singles veröffentlicht wurden.
2004 folgten noch zwei Singles des Duos, die de Top 40 erreichten. Eine davon, Vandaag ben ik gaan lopen, war Bestandteil des Soundtracks des niederländischen Familienfilms In Oranje, in welchem Acda die Hauptrolle spielte. Im Juli des gleichen Jahres brachten sie ein Fußballlied für die Fußball-Europameisterschaft 2004 heraus. Der Titel ’t Is stil (Aan de overkant) stieg, als das niederländische Fußballteam im Halbfinale stand in den Top 40 auf Platz 11, verschwand aber sehr rasch aus den Charts, als die Mannschaft aus dem Halbfinale ausschied.
Das Duo machte wieder Theater, diesmal wurde es eine reine Rockoper namens Ren Lenny ren. Sie veröffentlichten auch ein neues Album, Songs by Lenny, mit Liedern aus der Show. Das Album ist etwas härter als ihre früheren Werke und musste dafür viel Kritik einstecken. Until I Find You und Call Me Old Sorrow wurden als Singles veröffentlicht.
Im Jahr 2005 wurde ein Kompilationsalbum veröffentlicht: Adem (das niederländische Wort für Atem; abgeleitet von den Bandnamen: [A]cda und [de M]unnik). Es enthält die beliebtesten Lieder der Band sowie fünf neue Songs. Von diesen wurden zwei als Single veröffentlicht: Years Far From Here und Where Were You Then. Acda und De Munnik tourten noch eine Weile, arbeiteten aber 2006 und 2007 vorübergehend getrennt.

### Neustart: 2007–2015
Nach einer vorübergehenden Pause unterzeichneten Acda und De Munnik 2007 einen Vertrag mit der Universal Music Group.
Am 9. November 2007 erschien die Single Dan Leef Ik Toch Nog Een Keer. Es handelt sich um einen neuen Song mit einem bekannten Acda und De Munnik-Sound. Am 23. November wurde das neue Album von Acda und De Munnik mit dem Titel Nachtmuziek veröffentlicht.
2009 kehren Acda und De Munnik mit einem neuen Werk zurück. Eine Single namens Ik blijf jouw leven lang bij mij wurde im September desselben Jahres veröffentlicht. Dieser Song klingt anders als üblich für die Band, da Ken Stringfellow ihn abgemischt hat. Einen Monat später stand das neue Album Your Life Long With Me in den Läden, verbunden mit dem Versprechen, dass die Düsternis von Nachtmuziek endgültig vorbei sei und der gewohnte Sound zurückkehrt. Die zweite Single aus dem Album ist Eva und dieser Song ist mit dem niederländischen Spielfilm Lover or loser verbunden, in dem Acda mitspielt. Im Jahr 2010 eröffnetet die Musiker ihre neue Theatertournee ODE.
2011 folgte eine weitere Theatertour mit dem Titel ODE II. Woorden van een ander ist eine neu veröffentlichte Single hieraus. Auch wurde in dem Jahr eine neue CD in den Studios von Sun Records in der US-amerikanischen Musikmetropole Memphis eingespielt. Dieses besondere Ereignis wurde mit einem Radio-Tagebuch in der NPO Radio 2-Sendung „Roodshow“ sowie auf Twitter begleitet.
Ende des Jahres nahm Acda mit Nick Schilder die Nummer Sterker nu dan ooit auf, während De Munnik mit dessen musikalischem Partner Simon Keizer die Nummer Kijk me na einspielte. Die Songs steigen Ende August auf Platz 1 und 2 der Single Top 100 ein, und beide Songs erreichen den siebten Platz in den Top 40 und den ersten Platz in den Single Top 100. Beide Songs sind Bestandteil des im März vorgestellten Albums ’t Heerst, worauf eine Theatertournee unter diesem Namen erfolgte. In dem in dieser Tournee vorgestellten Stück werden zwei Freunde auf ihrer Reise durch Amerika von einem apokalyptischen Sturm überrascht. Als sich der Wind gelegt hat, finden sich die Männer in einer Windflaute wieder. Während sie auf Hilfe warten, entfalten sich Szenen, tiefgründige Gespräche und alles, was den Figuren einfällt, um sich die Zeit zu vertreiben; natürlich unterbrochen von unterhaltsamen Liedern.

#### Abschiedstournee
2013 gewann Acda en De Munnik den „Radio 2 Mijlpaal Prijs“. Im August wurde eine neue Single Draaien veröffentlicht und im darauffolgenden Monat das Kompilationsalbum Alle Singles, das alle als Single veröffentlichten Lieder von Acda und de Munnik enthält, einschließlich einiger gemeinsamer Einspielungen mit anderen Künstlern.
Am 4. März 2014 gaben Acda en De Munnik in der Fernsehsendung De Wereld Draait Door bekannt, dass sie nach ihrer Abschiedstournee 2014/2015 ihre Zusammenarbeit als Duo beenden.

### Lange Pause: 2016–2022
Am 21. Januar 2016 trat das Duo noch ein weiteres Mal bei The Friends of Amstel LIVE! auf. Am Samstag, den 14. Oktober 2017, trat das Duo bei der Gedenkfeier für den gerade unerwartet verstorbenen Amsterdamer Bürgermeister Eberhard van der Laan auf. Acda und De Munnik sahen sich in den kommenden Jahren kaum noch. Sie veröffentlichen beide Solowerke, aber auch gemeinsame Projekte mit anderen Künstlern.
Ab 2020 suchen sich die beiden Musiker häufiger gegenseitig auf und treffen sich auch einige Male auf und neben der Bühne wieder. Seit 2021 sind sie auch beide Teil der anlässlich der Coronaepidemie gegründeten Onlineformation „The Streamers“. Zusammen mit der Sängerin Maan und dem Rapper Typhoon veröffentlichten sie 2021 die Single Als ik je weer zien, wobei jedes Mitglied als Sänger aufgeführt wird. Die Single wurde mit Doppel-Platin ausgezeichnet und erreichte Platz 6 in den Top 40. Damit ist sie der größte Top-40-Erfolg der beiden seit 2001.

### Wiedervereinigung: 2023
Am 23. März 2023 machten Acda en De Munnik anlässlich einer Sendung bei dem Radiosender Qmusic bekannt, dass wie wieder gemeinsam singen. De Ankündigung wurde begleitet mit der Singleveröffentlichung Morgen wordt fantastisch. Außerdem wurde für den Oktober desselben Jahres ein Reunion-Konzert im Ziggo Dome angekündigt. Aufgrund des großen Interesses wurden zwei weitere Konzerttermine angesetzt, die alle innerhalb von eineinhalb Stunden ausverkauft waren, kurz danach waren noch drei weitere Konzerte ausverkauft.
Am 21. September 2023 folgte die Single Tussendoor und im Oktober das neue Studioalbum AEDM. BNNVARA strahlte eine sechsteilige Dokumentarserie über die Band mit dem Titel Acda en De Munnik: Woorden van een ander aus gefolgt von meinem Mitschnitt der Reunion-Konzerte.
Vom 7. bis zum 10. November 2023 waren Acda en De Munnik im Rotterdamer Ahoy zu sehen.
Am 21. Juni 2024 traten Acda en De Munnik erstmals beim Pinkpop auf.
Am 1. September 2024 gab die Gruppe ein kostenloses Überraschungskonzert im Amsterdamer Vondelpark.

## Bandmitglieder
Neben Thomas Acda und Paul de Munnik ist seit dem ersten Album 1997 David Middelhoff ein festes Mitglied der Band. Acda spielt Gitarre und bisweilen Mundharmonika bei vielen Liedern. De Munnik bedient das Klavier. Middelhoff spielt die Gitarre, meist Bass. Schlagzeuger Kasper van Kooten und Keyboarder Diederik van Vleuten waren auf den ersten drei Alben zu hören. Seit 2002 wurden sie durch den Gitarristen/Keyboarder Jan-Bart Meijers und den Schlagzeuger Dave van Beek ersetzt. Angelo de Rijke wurde während der Ode II-Tour als Gitarrist verpflichtet.

## Kabarettprogramme und Musik-Tourneen
- 1996–1998: Zwerf’on[22]
- 1998: Op Voorraad
- 1998–1999: Deel II: Life is what happens to you while you're busy making other plans
- 2000–2001: Deel III: It's only cabaret, but I like it
- 2002: Trilogie
- 2003: Groeten uit Maaiveld
- 2004: Work in Progress
- 2004–2005: Ren Lenny ren
- 2006: Op Voorraad III, Jaren ver van hier
- 2007–2009: Acda en de Munnik spelen
- 2010: Ode
- 2011: Ode II
- 2012–2013: ‘t Heerst
- 2014–2015: NAAM (Abschiedstournee)

## Konzerte und Festivals
- 2023: AEDM de Reünie
- 2023: HIER Festival
- 2024: Ahoy

## Diskografie

### Studioalben
| Jahr | Titel Musiklabel                  | Höchstplatzierung, Gesamtwochen, AuszeichnungChartsChartplatzierungen (Jahr, Titel, Musiklabel, Platzierungen, Wochen, Auszeichnungen, Anmerkungen) | Anmerkungen                              |
| Jahr | Titel Musiklabel                  | NL | Anmerkungen                              |
| ---- | --------------------------------- | --- | ---------------------------------------- |
| 1997 | Acda en de Munnik S.M.A.R.T.      | NL1 Platin · (124 Wo.)NL | Erstveröffentlichung: 20. Februar 1997   |
| 1998 | Naar huis S.M.A.R.T.              | NL1 ×2Doppelplatin · (61 Wo.)NL | Erstveröffentlichung: 7. September 1998  |
| 2000 | Hier zijn Sony Music              | NL2 Platin · (49 Wo.)NL | Erstveröffentlichung: 3. November 2000   |
| 2002 | Groeten uit Maaiveld SML          | NL1 Platin · (69 Wo.)NL | Erstveröffentlichung: 22. November 2002  |
| 2004 | Liedjes van Lenny Columbia        | NL1 Gold · (26 Wo.)NL | Erstveröffentlichung: 20. September 2004 |
| 2007 | Nachtmuziek Universal             | NL3 Platin · (34 Wo.)NL | Erstveröffentlichung: 23. November 2007  |
| 2009 | Jouw leven lang bij mij Universal | NL2 (39 Wo.)NL | Erstveröffentlichung: 9. Oktober 2009    |
| 2012 | ’t Heerst AHAA!                   | NL2 (27 Wo.)NL | Erstveröffentlichung: 22. März 2012      |
| 2023 | AEDM Tribe                        | NL3 Gold · (8 Wo.)NL | Erstveröffentlichung: 26. Oktober 2023   |

Weitere Studioalben
- 1997: Zwerf’on

### Livealben
| Jahr | Titel Musiklabel              | Höchstplatzierung, Gesamtwochen, AuszeichnungChartsChartplatzierungen (Jahr, Titel, Musiklabel, Platzierungen, Wochen, Auszeichnungen, Anmerkungen) | Anmerkungen                                                                |
| Jahr | Titel Musiklabel              | NL | Anmerkungen                                                                |
| ---- | ----------------------------- | --- | -------------------------------------------------------------------------- |
| 1998 | Op voorraad (Live) S.M.A.R.T. | NL4 Platin · (47 Wo.)NL | Erstveröffentlichung: 27. September 1999                                   |
| 2001 | Live S.M.A.R.T.               | NL14 (15 Wo.)NL | Erstveröffentlichung: 6. Juli 2001 mit Metropole Orkest o.l.v. Dick Bakker |

Weitere Livealben
- 1999: Live in de Orangerie

### Kompilationen
| Jahr | Titel Musiklabel                               | Höchstplatzierung, Gesamtwochen, AuszeichnungChartsChartplatzierungen (Jahr, Titel, Musiklabel, Platzierungen, Wochen, Auszeichnungen, Anmerkungen) | Anmerkungen                              |
| Jahr | Titel Musiklabel                               | NL | Anmerkungen                              |
| ---- | ---------------------------------------------- | --- | ---------------------------------------- |
| 1998 | Trilogie Sony BMG                              | NL7 (27 Wo.)NL | Erstveröffentlichung: 21. Oktober 2002   |
| 2005 | Adem – (Het mooiste en) het beste van Columbia | NL11 Gold · (22 Wo.)NL | Erstveröffentlichung: 4. November 2005   |
| 2013 | Alle Singles Sony BMG                          | NL6 (31 Wo.)NL | Erstveröffentlichung: 13. September 2013 |
| 2016 | Adem – Het beste van Music on Vinyl            | NL35 (1 Wo.)NL | Erstveröffentlichung: 31. Oktober 2016   |
| 2021 | Their Ultimate Collection Columbia             | NL50 (1 Wo.)NL | Erstveröffentlichung: 7. August 2021     |

Weitere Kompilationen
- 2011: Nederlandstalige Popklassiekers (NL: Platin)

### Singles
- 1998: Niet Of Nooit Geweest (NL: Platin)
- 2010: EVA (NL: Gold)
- 2023: Morgen wordt fantastisch (NL: Gold)

### Videoalben
| Jahr | Titel Musiklabel                    | Höchstplatzierung, Gesamtwochen, AuszeichnungChartsChartplatzierungen (Jahr, Titel, Musiklabel, Platzierungen, Wochen, Auszeichnungen, Anmerkungen) | Anmerkungen                            |
| Jahr | Titel Musiklabel                    | NL | Anmerkungen                            |
| ---- | ----------------------------------- | --- | -------------------------------------- |
| 2002 | Trilogie – geknipt voor TV Sony BMG | NL4 (12 Wo.)NL | Erstveröffentlichung: 21. Oktober 2002 |
| 2003 | Groeten uit Maaiveld live Sony BMG  | NL2 (11 Wo.)NL | Erstveröffentlichung: 26. Mai 2003     |
| 2009 | Spelen Universal                    | NL4 (22 Wo.)NL | Erstveröffentlichung: 8. Mai 2009      |
| 2015 | Afscheid in Carré Bridge, Just      | NL1 (110 Wo.)NL | Erstveröffentlichung: 22. Mai 2015     |

## Trivia

### Coverversionen
- Auf dem ersten Album Acda en De Munnik befindet sich De stad Amsterdam, eine von Ernst van Altena aus dem Französischen übertragene Version von Jacques Brels Amsterdam. Diese Version wurde bereits drei Jahre zuvor von der Pop-Band De Dijk auf ihrem Album De Blauwe Schuit veröffentlicht.
- Bei dem Theaterstück Zwerf’on, welches auch auf CD veröffentlicht wurde, spielte De Munnik La Valse à mille temps, ebenfalls von Jacques Brel.
- Auf dem zweiten Album Naar huis befindet sich Slaap zacht, Elisabeth, eine Übersetzung des Songs Goodnight Elisabeth der Counting Crows.
- Auf dem Livealbum Live in de Orangerie aus dem Jahr 1999 findet sich das Stück OL’55, einer Übersetzung des gleichnamigen Titels des Songs von Tom Waits (bereits von den Eagles gecovert).
- Für das Album Liedjes voor altijd von Willeke Alberti nahmen Acda en De Munnik zusammen mit der Sängerin De glimlach van een kind auf, dass 1968 ein Hit ihres Vaters Willy Alberti war, jedoch zuvor im französischen Original als Toi, tu voudrais von Claude François veröffentlicht wurde.
- Auf ’t Heerst befindet sich Suiker en azijn, eine Übersetzung von Fire and Rain von James Taylor.
- Auf AEDM findet sich eine Übersetzung von John Denvers Leaving on a Jet Plane.
- Mit De Poema’s coverten Acda en De Munnik Don't Let Me Down von den Beatles als Laat me niet staan sowie One Angry Dwarf and 200 Solemn Faces von Ben Folds Five als Groot en belangrijk.

## Liedthemen

### Amsterdam
Viele der Lieder von Acda und de Munnik spielen in Amsterdam oder handeln sogar von dieser Stadt. Beispiele dafür sind das Brel-Cover De Stad Amsterdam und Amsterdam (hij die slentert). Als het vuur gedoofd is und Vondelpark vannacht spielen teilweise im Vondelpark bzw. Eerste Helmersstraat in einer benachbarten Straße. Auch bei anderen Liedern geht es (wahrscheinlich) um Amsterdam, spielt z. B.Dag Esmee im Rotlichtviertel und In gedachten entlang der Grachten. Besonders sticht Kop van Zuid heraus, dass genau von ebenjenem Stadtteil von Rotterdam handelt.

### Erinnerung an Menschen
Eine Reihe Lieder handeln von verflossenen Liebschaften (Henk, Lopen tot de zon komt) oder frühere Freunde (Andere maan). Das Lied Kees beinhaltet eine verstorbene Person. Halve zinnen, Jaren ver van hier und Jij hoort bij mij handeln mutmaßlich von unausgesprochener Verliebtheit. Die meisten dieser Lieder haben einen melancholischen Charakter.

### Rastlosigkeit
Umherziehen ist ein wiederkehrendes Thema für Acda en de Munnik. Bereits ihr erstes Theaterstück beinhaltete diesen Ansatz, wie auch einige Lieder über das Umhherreisen, Weglaufen und zielloses Bummeln handelten. So in Lopen tot de zon komt, Zwerf’on, Vandaag ben ik gaan lopen und Amsterdam (hij die slentert).